# Gerard Urbanek
Gerard Urbanek (ur. 1919 w Janowie, zm. 1976) – górnośląski malarz prymitywista, członek Grupy Janowskiej.
Pracował w kopalni "Wieczorek" początkowo jako górnik, następnie jako laborant. Był członkiem Grupy Janowskiej od początku jej powstania. Ulubionymi tematami malarza były postacie umieszczone w niezwykle kolorowym pejzażu. Brał udział w wielu wystawach w kraju i za granicą. Obrazy malarza znajdują się obecnie w zbiorach prywatnych i w muzeach m.in. w Muzeum Historii Katowic, Muzeum Śląskim w Katowicach, Muzeum Miejskim w Zabrzu i Muzeum Górnośląskim w Bytomiu. O życiu i twórczości Grupy Janowskiej Lech Majewski nakręcił pełnometrażową opowieść pt. Angelus.

## Wybrane prace
- "Na targu"
- "Po ślubie"
- "Strajk"